# 伯夫龙河畔康代
伯夫龍河畔康代（法語：Candé-sur-Beuvron，法語發音：[kɑ̃de syʁ bøvʁɔ̃]）是法国卢瓦-谢尔省的一个市镇，属于布卢瓦区。

## 地理
伯夫龙河畔康代（47°29'42"N, 1°15'38"E）面积15.49 平方千米，位于法国中央-卢瓦尔河谷大区卢瓦-谢尔省，该省份为法国中北部省份，北起厄尔-卢瓦省，东北接卢瓦雷省，东南接谢尔省，南至安德尔省，西南接安德尔-卢瓦尔省，西北接萨尔特省。
与伯夫龙河畔康代接壤的市镇（或旧市镇、城区）包括：沙耶、卢瓦尔河畔肖蒙、莱蒙蒂勒、瓦莱尔、锡斯河畔瓦卢瓦尔。

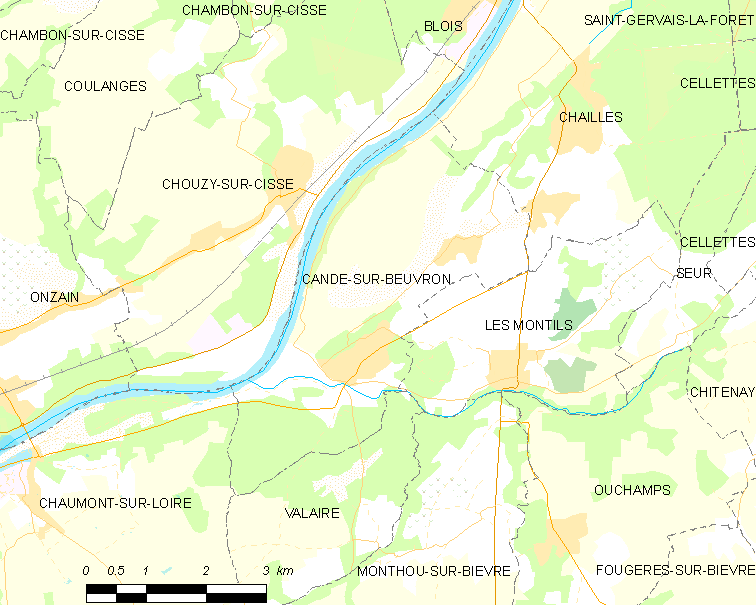
伯夫龙河畔康代的OSM定位图

伯夫龙河畔康代的时区为UTC+01:00、UTC+02:00（夏令时）。

## 行政
伯夫龙河畔康代的邮政编码为41120，INSEE市镇编码为41029。

## 政治
伯夫龙河畔康代所属的省级选区为布卢瓦第三县。

## 人口

1962-2008年间伯夫龙河畔康代人口变化图示

伯夫龙河畔康代于2022年1月1日时的人口数量为1487人。